# Altare

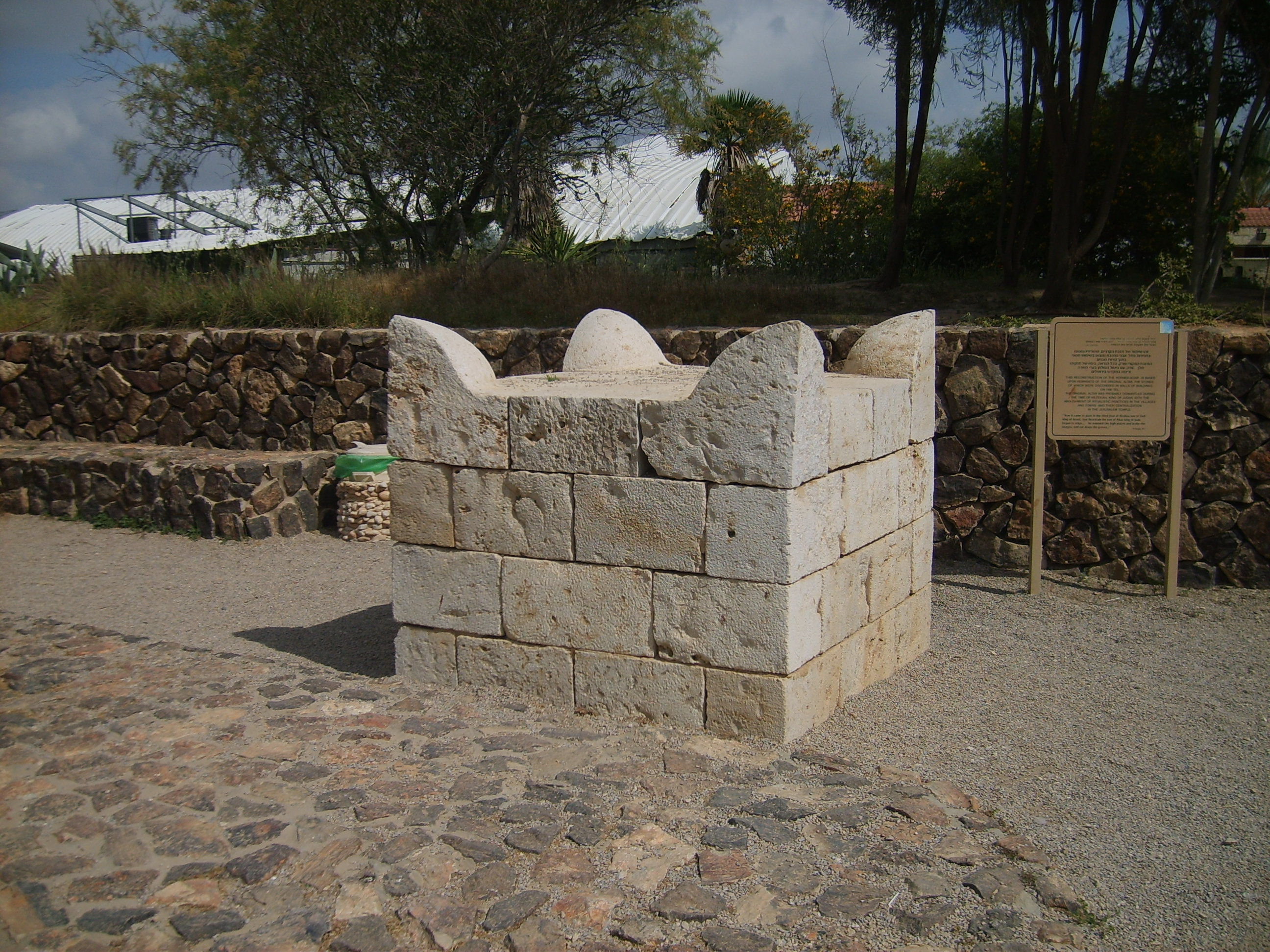
Rekonstruktion av ett gammalt israelitiskt altare med fyra horn

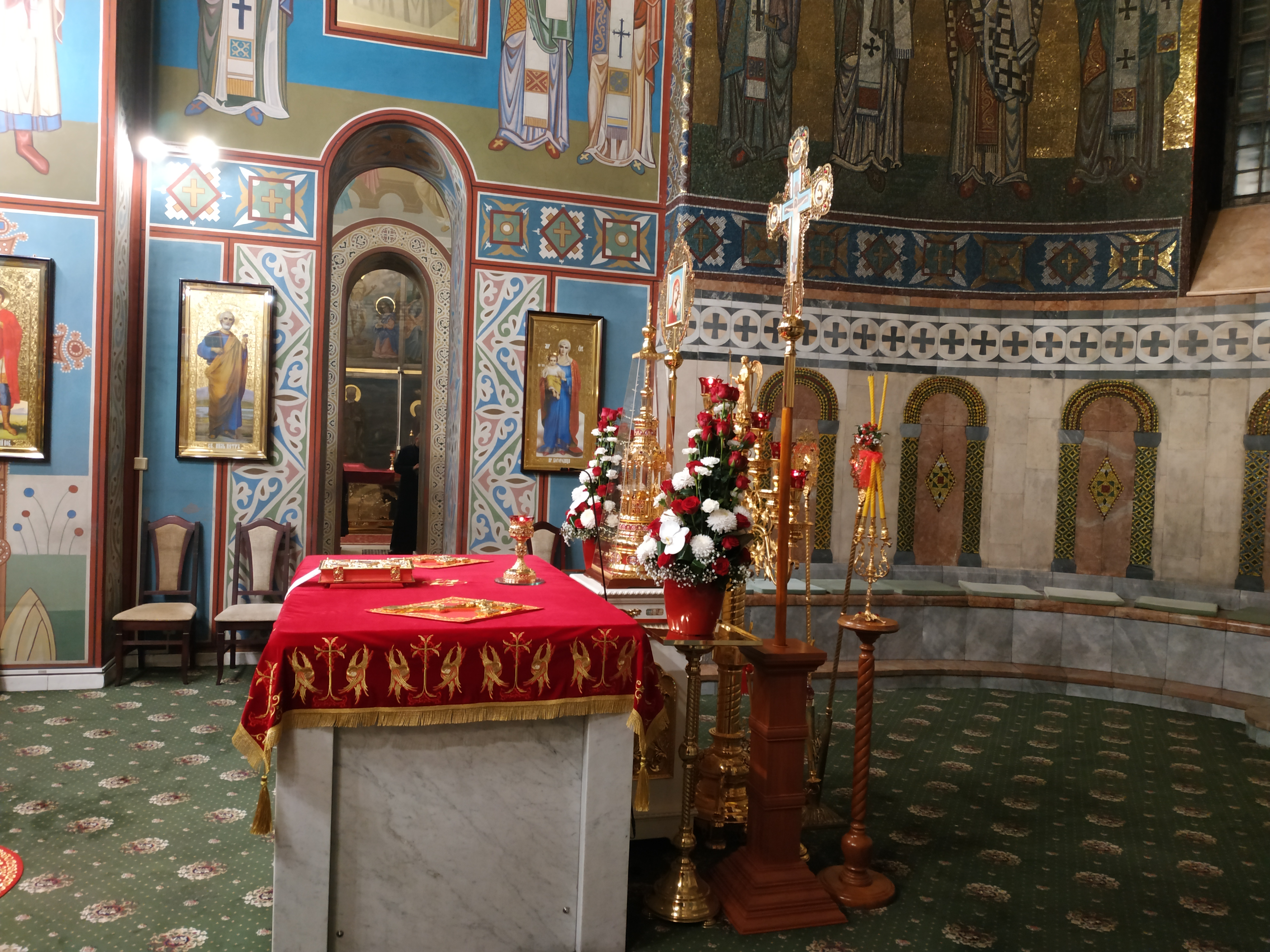
Altare i Sankt Michaelskatedralen i Kiev, Ukraina.

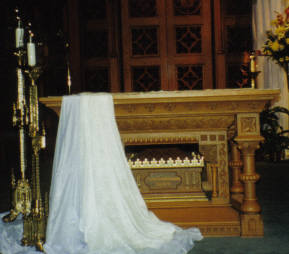
Altare i Iowa, USA.

Altare är i bokstavlig mening en uppbyggnad för offer, offerhärd. Det kunde handla om djur eller delar av djur som brändes, men även blod och libationer av vin eller olja var vanliga gåvor till gudarna. I klassisk tid kunde altare vara mycket stora, till exempel det som nu befinner sig i Pergamonmuseet. Romarna använde ordet ara, till exempel i Ara Pacis för att hedra Augustus segrar. Ordet altare används även för skrin tillägnade förfäder som hedras med rökelse, ljus eller blommor.
I den kristna kyrkan utgör altaret en plats, från vilken prästen förrättar gudstjänsten. Ett altare där bilderna ersatts med text i form av bibelspråk kallas för additionsaltare.

## Kristendom
Inom kristendomen är altaret det bord i kyrkans kor där prästen förrättar mässan. Genom Jesus instiftande av nattvarden som en gemensam handling för de kristna, blev det bord där nattvarden skedde ett altare för de kristna. Det var alltså Kristi blod (vinet) och Kristi kropp (brödet) som blev offerföremålen på bordet. Redan på 200-talet finns uppgifter att man kallade nattvardsbordet för altare.
Under 300-talet började de kristna uppföra stora stenkyrkor och de tidigare träaltarna blev nu uppbyggda i sten. Stenaltarna restes över martyrernas gravar och genom hål i altarna hade man kontakt med själva gravarna. För att ett altare skulle kunna fungera var man tvungen att ”ladda” det med heliga föremål från martyrer eller helgon. På detta sätt blev i alla altare de heliga personerna närvarande, till vilka man kunde framföra sina böner. Sådana heliga föremål kallas reliker och dessa inmurades i hålrum i altarna. I den östromerska kristna kyrkan fanns dock en delvis annan tradition. Här insyddes relikerna i tyg och lades ovanpå altarna. Det var biskopen som vid invigning av ny kyrka skulle se till att huvudaltaret fick någon relik.
Altarskivorna av sten var försedda med fem kors, varje kors representerande de sår Jesus fick på korset (händer, fötter och spjutsåret i hjärtat). Vid invigningen av altaret smordes dessa kors av biskopen med helig olja, s.k. krisma.
Själva altarskivan täcktes av en speciell altarduk, och på framsidan hängde en broderad duk, ett s.k. ”antependium”. I vissa kyrkor var detta ersatt med ett ”antemensale”, det vill säga en skulpterad träskiva. I vissa av dessa insattes små förgyllda metallskivor med heliga bilder. I Danmark finns flera sådan bevarade och går här under benämningen ”gyllene altare”. I Sverige kan nämnas antemensalet från Broddetorps kyrka i Västergötland och Lyngsjö kyrka i Skåne.
Med altaruppsats (retabel) menas den med målningar eller skulpturer smyckade uppställning, som reser sig bakom altaret och bildar en bakgrund åt detta.
I romersk-katolska kyrkor med flera altare räknas det altare som är placerat i koret, högaltaret, som det förnämsta.